# Liste der Kaiser von Mexiko
Dies ist eine Liste der regierenden und titularen Kaiser von Mexiko.
Zu den Herrschern vor dem ersten mexikanischen Kaiserreich siehe Liste der Aztekenherrscher sowie Liste der Vizekönige Neuspaniens.
| Zeitraum            | Kaiser        | Anmerkungen |
| Erstes Kaiserreich  |               | |
| 1822–1823           | August I.     | Mexikanischer Begründer der Dynastie Itúrbide, 1824 bei seiner Rückkehr ins Land erschossen                         |
| Zweites Kaiserreich |               | |
| 1864–1867           | Maximilian I. | Habsburger Erzherzog, 1867 abgesetzt, von republikanischen Kräften erschossen (damit Ende des Kaisertums in Mexiko) |